# Tomas Alberio
Tomas Alberio (* 31. März 1989 in Bussolengo) ist ein ehemaliger italienischer Radrennfahrer.

## Sportlicher Werdegang
Tomas Alberio gewann 2006 bei der Jugend-Bahnradeuropameisterschaft in Pordenone die Bronzemedaille im Teamsprint. Im nächsten Jahr wurde er bei der Europameisterschaft in Cottbus erneut Dritter im Mannschaftssprint. 2008 wurde er in der U23-Klasse zusammen mit Elia Viviani Europameister im Zweier-Mannschaftsfahren (Madison). 
Auf der Straße gewann Alberio 2009 das italienische Eintagesrennen Trofeo Edil C Ein Jahr später folgten der Gran Premio Industrie del Marmo sowie die Gesamtwertung und zwei Etappen der Tour do Rio. Zur Saison 2011 erhielt er einen Vertrag bei Geox-TMC, blieb aber ohne nennenswerte Ergebnisse und UCI-Ranglistenpunkte. Nach Auflösung des Teams nach der Saison 2011 fuhr Alberio noch zwei Jahre für das Team Idea, danach wurde er nicht mehr in den Ergebnislisten der UCI geführt.

## Erfolge
2006
- Italienischer Junioren-Meister – Teamsprint (mit Elia Viviani und Marco Benfatto), Madison (mit Elia Viviani)

2007
- Gran Premio dell'Arno
- Junioren-Europameisterschaften – Madison (mit Elia Viviani)

2008
- U23-Europameister – Madison (mit Elia Viviani)

2009
- Trofeo Edil C
- Mannschaftszeitfahren Giro della Valle d’Aosta

2010
- Gran Premio Industrie del Marmo
- Gesamtwertung und zwei Etappen Tour do Rio